# Philippe Gilbert
Philippe Gilbert (* 5. Juli 1982 in Verviers) ist ein ehemaliger  belgischer Radrennfahrer. Er wurde 2012 Straßenweltmeister und gewann zahlreiche Klassiker, darunter vier der fünf Monumente des Radsports, nämlich 2009 und 2010 den Giro di Lombardia, 2011 Lüttich–Bastogne–Lüttich, 2017 die Flandern-Rundfahrt und 2019 Paris–Roubaix.

## Karriere
Philippe Gilbert begann seine Profikarriere 2003 beim Team La Française des Jeux. Bereits in seinem ersten Jahr als Profi gelang ihm ein Sieg auf der neunte Etappe der Tour de l’Avenir.
In den nächsten Jahren entwickelte sich Gilbert zu einem Spezialisten für schwere, insbesondere hügelige Eintagesrennen. Im Jahr 2006 gewann er mit dem Omloop Het Volk seinen ersten „Halbklassiker“, 2008 folgte der erste Klassikersieg bei Paris–Tours und mit dem Giro di Lombardia 2009 zum ersten Mal ein „Monument des Radsports“. 2012 wurde er in Valkenburg durch eine Attacke an der Zielsteigung Weltmeister im Straßenrennen.

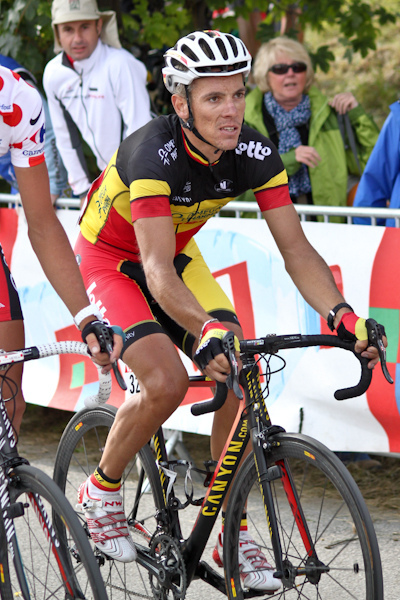
Philippe Gilbert, 2011

Gilberts erfolgreichstes Jahr war 2011: Er gewann als zweiter Fahrer nach Davide Rebellin die drei Ardennenklassiker Amstel Gold Race, La Flèche Wallonne und Lüttich–Bastogne–Lüttich im selben Jahr. Außerdem gewann er u. a. Etappen bei Tirreno–Adriatico und der Tour de France, siegte bei den Eintagesrennen Pfeil von Brabant und Monte Paschi Eroica, wurde Gesamtsieger der Belgien-Rundfahrt und belgischer Meister sowohl im Straßenrennen wie auch im Einzelzeitfahren. In der Einzelwertung der UCI WorldTour 2011 belegte er den ersten Rang. Gilbert war der siegreichste Fahrer der Saison.
Ende 2011 verließ er das Team Omega Pharma-Lotto und wechselte zum US-amerikanischen UCI WorldTeam BMC. Im Jahr 2012 gewann Gilbert bei der Vuelta a España zwei Etappen. Bei den UCI-Straßen-Weltmeisterschaften 2012 in Valkenburg wurde er durch eine Soloattacke am Zielhang Weltmeister im Straßenrennen. Eine Woche zuvor holte er sich bereits die Silbermedaille im Mannschaftszeitfahren.
Nachdem Gilbert 2013 nur eine Etappe der Vuelta a España gewonnen hatte, siegte er 2014 zum dritten Mal beim Amstel Gold Race. Zum Abschluss der UCI WorldTour 2014 gewann er eine Etappe bei der Tour of Beijing und wurde damit Gesamtwertungsieger dieser Serie.
2015 siegte Gilbert auf zwei Etappen des Giro d’Italia. Außerdem war beim GP Pino Cerami und bei der Tour de Wallonie erfolgreich. Anfang 2016 gewann er das spanische Eintagesrennen Murcia-Rundfahrt.
Im März 2016 wurden Philippe Gilbert und sein Teamkollege Loïc Vliegen beim Straßentraining von zwei betrunkenen Autofahrern attackiert. Dabei brach sich Gilbert einen Finger und musste operiert werden. Die beiden Männer wurden von der Polizei kurzzeitig in Haft genommen. Die Polizei ermittelt ebenso gegen Gilbert, da er sich mit Pfefferspray zur Wehr gesetzt hatte, das in Belgien verboten ist. Nach diesem Vorfall siegte Gilbert Anfang Juni auf zwei Etappen der Luxemburg-Rundfahrt und wurde belgischer Straßenmeister.
Im November 2016 wurde Gilbert zu einer Zahlung von 300.000 Euro an sein ehemaliges Team Omega Pharma-Lotto verurteilt, da er mit seinem Wechsel zum Team BMC Racing Team 2012 Vertragsbruch begangen habe.
Zur Saison 2017 wechselte Gilbert zu Quick-Step Floors. Nachdem er eine Etappe und die Gesamtwertung der Drei Tage von De Panne 2017 gewonnen hatte, siegte er nach einer Alleinfahrt von 55 Kilometern bei der anschließenden Flandern-Rundfahrt. Zwei Wochen später gewann er im Zweiersprint gegen Michał Kwiatkowski zum vierten Mal das Amstel Gold Race, obwohl er sich bei einem Sturz zu Rennbeginn einen Nierenriss zugezogen hatte, der ihn dazu zwang die Klassikersaison 2017 vorzeitig zu beenden.
In der Saison 2018 wurde Gilbert beim Sieg seines Teamkollegen Niki Terpstra Dritter der Flandern-Rundfahrt. Auf der bergigen 16. Etappe der Tour de France 2018 stürzte er in Führung liegend auf einer Abfahrt. Er beendete die Etappe und wurde mit der Roten Rückennummer ausgezeichnet, startete aber aufgrund eines Kniescheibenbruchs nicht zur nächsten Etappe.
Gilbert gewann Paris–Roubaix 2019 im Zweiersprint vor Nils Politt, nachdem er sich gemeinsam mit Politt nach dessen Attacke 14 Kilometer vor dem Ziel aus einer fünfköpfigen Spitzengruppe hatte absetzen können. Im selben Jahr gewann er zwei Etappen der Vuelta a España.
Zur Saison 2020 wechselte Gilbert zu Lotto Soudal. Im Jahr 2022 konnte er mit einem Etappensieg und dem Gesamtwertungssieg der Vier Tagen von Dünkirchen seine letzten Erfolge als Radrennfahrer erzielen. Zum Saisonende beendete er seine Karriere als Aktiver.

## Ehrungen
2011 wurde Philippe Gilbert vom französischen Magazin Vélo mit dem Vélo d’Or (frz. = Goldenes Rad) als bester Fahrer des Jahres ausgezeichnet. Im selben Jahr wurde er zum dritten Mal in Folge Belgiens Radsportler des Jahres.

## Diverses
Im Herbst 2021 wurde Philippe Gilbert neben der US-Amerikanerin Ruth Winder für vier Jahre in die Athletenkommission des Weltradsportverbandes UCI als Vertreter für den Bereich Straßenradsport gewählt.

## Erfolge

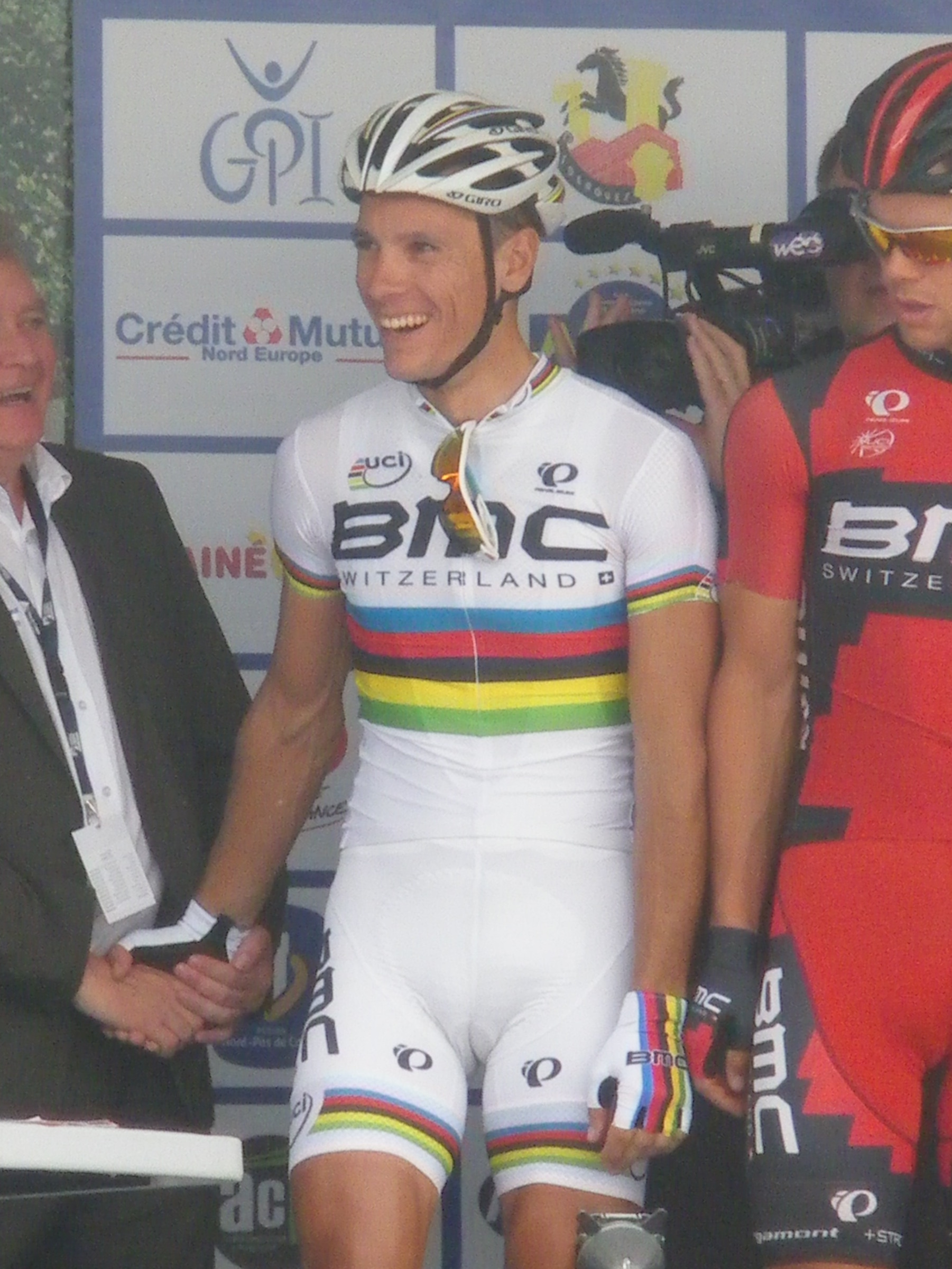
Philippe Gilbert im Weltmeistertrikot (2013)

| 2003 - eine Etappe Tour de l’Avenir 2004 - eine Etappe Tour Down Under - Paris–Corrèze 2005 - eine Etappe Tour Méditerranéen - Tour du Haut Var - Trophée des Grimpeurs - eine Etappe Quatre Jours de Dunkerque - Polynormande 2006 - Omloop Het Volk - eine Etappe Critérium du Dauphiné Libéré - eine Etappe Eneco Tour - Grand Prix de Fourmies - Grand Prix de Wallonie 2007 - eine Etappe Tour du Limousin 2008 - Trofeo Mallorca - Trofeo Sóller - Omloop Het Volk - Le Samyn - Paris–Tours 2009 - eine Etappe Giro d’Italia - Gesamtwertung und eine Etappe Ster Elektrotoer - Coppa Sabatini - Paris–Tours - Giro del Piemonte - Giro di Lombardia 2010 - Amstel Gold Race - eine Etappe Belgien-Rundfahrt - zwei Etappen Vuelta a España - Giro del Piemonte - Giro di Lombardia 2011 - eine Etappe Volta ao Algarve - Monte Paschi Eroica - eine Etappe Tirreno–Adriatico - Brabantse Pijl - Amstel Gold Race - La Flèche Wallonne | - Liège–Bastogne–Liège - Gesamtwertung und eine Etappe Belgien-Rundfahrt - Gesamtwertung und eine Etappe Ster ZLM Toer - Belgischer Meister – Straßenrennen - eine Etappe Tour de France - Clásica San Sebastián - eine Etappe Eneco Tour - Belgischer Meister – Einzelzeitfahren - Grand Prix Cycliste de Québec - Grand Prix de Wallonie 2012 - zwei Etappen Vuelta a España - Weltmeisterschaft – Mannschaftszeitfahren - Weltmeister – Straßenrennen 2013 - eine Etappe Vuelta a España 2014 - Brabantse Pijl - Amstel Gold Race - Gesamtwertung und zwei Etappen Ster ZLM Toer - Gesamtwertung und eine Etappe Tour of Beijing 2015 - zwei Etappen Giro d’Italia - GP Pino Cerami - eine Etappe Tour de Wallonie 2016 - Murcia-Rundfahrt - zwei Etappen und Punktewertung Luxemburg-Rundfahrt - Belgischer Meister – Straßenrennen 2017 - Kombinationswertung Valencia-Rundfahrt - Gesamtwertung und eine Etappe Drei Tage von De Panne - Flandern-Rundfahrt - Amstel Gold Race - eine Etappe Tour de Suisse 2018 - Gesamtwertung Hammer Sportzone Limburg - Grand Prix d’Isbergues 2019 - eine Etappe Tour La Provence - Paris–Roubaix - zwei Etappen Vuelta a España 2022 - Gesamtwertung und eine Etappe Vier Tage von Dünkirchen |

## Wichtige Platzierungen
| Grand Tour            | 2003 | 2004 | 2005 | 2006 | 2007 | 2008 | 2009 | 2010 | 2011 | 2012 | 2013 | 2014 | 2015 | 2016 | 2017 | 2018 | 2019 | 2020 | 2021 | 2022 |
| --------------------- | ---- | ---- | ---- | ---- | ---- | ---- | ---- | ---- | ---- | ---- | ---- | ---- | ---- | ---- | ---- | ---- | ---- | ---- | ---- | ---- |
| Giro d’ItaliaGiro     | –    | 32   | –    | DNF  | –    | –    | DNF  | –    | –    | –    | –    | –    | 39   | –    | –    | –    | –    | –    | –    | –    |
| Tour de FranceTour    | –    | –    | 70   | 110  | DNF  | 111  | –    | –    | 38   | 46   | 62   | –    | –    | –    | DNF  | DNF  | –    | DNF  | 99   | 75   |
| Vuelta a EspañaVuelta | –    | –    | –    | –    | 69   | DNF  | 54   | 50   | –    | 59   | DNF  | 45   | –    | DNF  | –    | –    | 32   | –    | –    | –    |

| Monument                 | 2003 | 2004 | 2005 | 2006 | 2007 | 2008 | 2009 | 2010 | 2011 | 2012 | 2013 | 2014 | 2015 | 2016 | 2017 | 2018 | 2019 | 2020 | 2021 | 2022 |
| ------------------------ | ---- | ---- | ---- | ---- | ---- | ---- | ---- | ---- | ---- | ---- | ---- | ---- | ---- | ---- | ---- | ---- | ---- | ---- | ---- | ---- |
| Mailand–Sanremo          | DNF  | –    | 6    | 32   | 21   | 3    | 23   | 9    | 3    | 87   | 32   | 13   | 55   | –    | 29   | 75   | 68   | 9    | 72   | 144  |
| Flandern-Rundfahrt       | –    | –    | –    | DNF  | 25   | 15   | 3    | 3    | 9    | 75   | –    | –    | –    | –    | 1    | 3    | DNF  | –    | –    | –    |
| Paris–Roubaix            | –    | –    | –    | –    | 52   | –    | –    | –    | –    | –    | –    | –    | –    | –    | –    | 15   | 1    | –    | 29   | 30   |
| Lüttich–Bastogne–Lüttich | DNF  | 40   | DNF  | 37   | 16   | 91   | 4    | 3    | 1    | 16   | 7    | 8    | 36   | –    | –    | 31   | 58   | –    | 102  | 46   |
| Lombardei-Rundfahrt      | –    | –    | 73   | DNF  | –    | –    | 1    | 1    | 8    | DNF  | 20   | 7    | 33   | 34   | 27   | –    | 54   | –    | –    | –    |

| Weltmeisterschaft        | 2003 | 2004 | 2005 | 2006 | 2007 | 2008 | 2009 | 2010 | 2011 | 2012 | 2013 | 2014 | 2015 | 2016 | 2017 | 2018 | 2019 | 2020 | 2021 | 2022 |
| ------------------------ | ---- | ---- | ---- | ---- | ---- | ---- | ---- | ---- | ---- | ---- | ---- | ---- | ---- | ---- | ---- | ---- | ---- | ---- | ---- | ---- |
| StraßenrennenStraße      | DNF  | DNF  | 77   | 92   | 8    | 15   | 6    | 18   | 17   | 1    | 9    | 7    | 10   | –    | 17   | –    | DNF  | –    | –    | –    |
| EinzelzeitfahrenEZF      | –    | –    | –    | –    | –    | –    | –    | –    | –    | –    | –    | –    | –    | –    | –    | –    | –    | –    | –    | –    |
| MannschaftszeitfahrenMZF | –    | –    | –    | –    | –    | –    | –    | –    | –    | 2    | –    | –    | –    | –    | 4    | –    | –    | –    | –    | –    |